# Kurt Chill
Pour les articles homonymes, voir Chill.
Kurt Chill (1er mai 1895 à Thorn - 5 juillet 1976 à Grömitz) est un Generalleutnant allemand qui a servi au sein de la Heer dans la Wehrmacht pendant la Seconde Guerre mondiale.
Il a été récipiendaire de la croix de chevalier de la croix de fer. Cette décoration est attribuée pour récompenser un acte d'une extrême bravoure sur le champ de bataille ou un commandement militaire avec succès.

## Biographie
Kurt Chill s'engage le 1er avril 1913 dans l'armée prussienne en tant que volontaire d'un an. Il rejoint le 21e régiment d'infanterie (de), dans lequel il est promu sous-officier le 1er janvier 1914. Au printemps 1914, il est transféré au 61e régiment d'infanterie.
Kurt Chill est capturé par les forces soviétiques en mai 1945, mais réussit à s'échapper. Il est ensuite capturé et emprisonné au Royaume-Uni. Il est libéré en 1947.

## Décorations
- Croix de fer (1914)
  - 2e classe (7 novembre 1914)
- Croix d'honneur (1er novembre 1934)
- Agrafe de la croix de fer (1939)
  - 2e classe (2 octobre 1939)
  - 1re classe (19 juillet 1941)
- Médaille du Front de l'Est (28 juillet 1942)
- Croix allemande en or (1er décembre 1941)
- Croix de chevalier de la croix de fer
  - Croix de chevalier le 25 octobre 1943 en tant que Generalleutnant et commandant du 122. Infanterie-Division[1]
- Mentionné dans le bulletin quotidien radiophonique de l'Armée: le Wehrmachtbericht (19 décembre 1943)